# Luzula lactea
Luzula lactea es una herbácea de la familia de las juncáceas.

## Caracteres
Hierba perenne laxamente cespitosa. Tallos erectos de hasta 1 m de altura, simples. Hojas lineares, largamente ciliadas en los bordes, de hasta 5 mm de anchura. Flores en cimas capituliformes; periantio de 6 tépalos, 3 internos y 3 externos, agudos, de unos 5 mm de longitud, blancos o de color crema; 6 estambres. Fruto en cápsula que contiene 3 semillas. Florece desde finales de primavera y durante el verano.

## Hábitat
Luzula lactea como Linaria nivea, tiene marcada preferencia por los piornales quemados, donde es muy frecuente.

## Distribución
Se encuentra en la península ibérica.

## Sinonimia
Luzula lactea (Link) E.Mey., Syn. Luzul.: 15 (1823)
- Juncus lacteus Link, J. Bot. (Schrader) 2: 316 (1799).
- Juncus brevifolius Link ex Rostk., De Junco: 35 (1801), nom. superfl.
- Luzula brevifolia (Link ex Rostk.) Poir. in J.B.A.M.de Lamarck, Encycl., Suppl. 3: 532 (1813), nom. superfl.
- Juncoides lactea (Link) Kuntze, Revis. Gen. Pl. 2: 724 (1891).

var. lactea Norte de España y Portugal.
- Juncus stoechadanthos Brot., Fl. Lusit. 1: 516 (1804).

var. velutina (Lange) Cout., Bol. Soc. Brot. 8: 122 (1890) Centro y oeste de España y Portugal.
- Luzula velutina Lange, Vidensk. Meddel. Naturhist. Foren. Kjøbenhavn 1881: 93 (1881).
- Luzula lactea subsp. velutina (Lange) Nyman, Consp. Fl. Eur.: 751 (1882).[2]